# Sielsowiet Krasne Sioło
Sielsowiet Krasne Sioło (biał. Краснасельскі сельсавет; ros. Красносельский сельсовет) – sielsowiet na Białorusi, w obwodzie grodzieńskim, w rejonie wołkowyskim, z siedzibą w Krasnym Siole.
Według spisu z 2009 sielsowiet Krasne Sioło (bez Krasnego Sioła) zamieszkiwało 820 osób, w tym 628 Białorusinów (76,59%), 138 Polaków (16,83%), 39 Rosjan (4,76%), 6 Ukraińców (0,73%), 5 Ormian (0,61%) i 4 osoby innych narodowości.

## Historia
18 października 2013 possowiet Krasne Sioło przemianowano na sielsowiet oraz włączono do niego Krasne Sioło. Tego dnia również z sielsowietu Wołkowysk odłączono 7 miejscowości położonych przy drodze republikańskiej P51, które weszły w skład sielsowietu Krasne Sioło.

## Miejscowości
- osiedle typu miejskiego
  - Krasne Sioło
- agromiasteczko:
  - Jubilejny
- wsie:
  - Hryćki
  - Karpowce
  - Koledycze
  - Kukucie
  - Kutniki
  - Miniewszczyzna
  - Moczulna
  - Mosiewicze
  - Mostek
  - Niewierowicze
  - Nowosiółki
  - Piataki
  - Podroś
  - Pohorany
  - Teolin
  - Zahory